# Lijst van rijksmonumenten in Hoog-Keppel
De plaats Hoog-Keppel telt 16 inschrijvingen in het rijksmonumentenregister. Hieronder een overzicht.
| Object                                                                 | Oorspronkelijke functie?  | Bouwjaar              | Architect | Locatie                          | Coördinaten?                 | Nr.?   | Afbeelding                          |
| ---------------------------------------------------------------------- | ------------------------- | --------------------- | --------- | -------------------------------- | ---------------------------- | ------ | ----------------------------------- |
| Eenvoudig dwarshuisje nabij de kerk                                    | Woonhuis                  | 19e eeuw              |           | Burgemeester van Panhuysbrink 7  | 52° 0' 21" NB, 6° 11' 55" OL | 22825  | Eenvoudig dwarshuisje nabij de kerk |
| Nederlands hervormde kerk                                              | Kerk en kerkonderdeel     | 15e eeuw (oorsprong)  |           | Burgemeester van Panhuysbrink 11 | 52° 0' 21" NB, 6° 11' 57" OL | 22826  | Meer afbeeldingen                   |
| Pand met omlopend schilddak                                            | Horeca                    | tweede kwart 19e eeuw |           | Burgemeester Vrijlandweg 8       | 52° 0' 19" NB, 6° 11' 53" OL | 22827  | Meer afbeeldingen                   |
| Kasteel Ulenpas                                                        | Kasteel, buitenplaats     | 16e eeuw (oorsprong)  |           | Dubbeltjesweg 20                 | 52° 0' 43" NB, 6° 11' 40" OL | 511849 | Meer afbeeldingen                   |
| De Ulenpas: historische tuin- en parkaanleg                            | Tuin, park en plantsoen   | 1810                  |           | Dubbeltjesweg bij 20             | 52° 0' 43" NB, 6° 11' 34" OL | 511850 | Meer afbeeldingen                   |
| De Ulenpas: koetshuis behorende tot de buitenplaats de ulenpas         | Bijgebouwen kastelen enz. | derde kwart 19e eeuw  |           | Dubbeltjesweg 22                 | 52° 0' 45" NB, 6° 11' 41" OL | 511851 | Upload foto                         |
| De Ulenpas: fazanterie behorende tot de buitenplaats de ulenpas        | Tuin, park en plantsoen   | 19e eeuw              |           | Dubbeltjesweg bij 20             | 52° 0' 43" NB, 6° 11' 43" OL | 511856 | Upload foto                         |
| De Ulenpas: tuinvaas behorende tot de buitenplaats de ulenpas          | Tuin, park en plantsoen   | 1919                  |           | Dubbeltjesweg bij 20             | 52° 0' 43" NB, 6° 11' 45" OL | 511857 | Meer afbeeldingen                   |
| De Ulenpas: hangbrug behorende tot de buitenplaats de ulenpas          | Tuin, park en plantsoen   | 19e eeuw              |           | Dubbeltjesweg bij 20             | 52° 0' 42" NB, 6° 11' 43" OL | 511858 | Upload foto                         |
| De Ulenpas: inrijhek                                                   | Tuin, park en plantsoen   | 19e eeuw              |           | Dubbeltjesweg bij 20             | 52° 0' 43" NB, 6° 11' 35" OL | 511859 | Meer afbeeldingen                   |
| De Ulenpas: tuinmuur behorende tot de buitenplaats de ulenpas          | Tuin, park en plantsoen   | 19e eeuw              |           | Dubbeltjesweg bij 20             | 52° 0' 42" NB, 6° 11' 34" OL | 511860 | Upload foto                         |
| De Ulenpas: tuinschuur behorende tot de buitenplaats de ulenpas        | Tuin, park en plantsoen   | 1882                  |           | Dubbeltjesweg bij 20             | 52° 0' 41" NB, 6° 11' 36" OL | 511861 | Upload foto                         |
| De Ulenpas: stalgebouw behorende tot de buitenplaats de ulenpas        | Bijgebouwen kastelen enz. | 1882                  |           | Dubbeltjesweg bij 20             | 52° 0' 41" NB, 6° 11' 36" OL | 511862 | Upload foto                         |
| De Ulenpas: boswachterswoning behorende tot de buitenplaats de ulenpas | Bijgebouwen kastelen enz. | 1870                  |           | Dubbeltjesweg 16                 | 52° 0' 42" NB, 6° 11' 32" OL | 511863 | Upload foto                         |
| Boerderij "Mulra"                                                      | Boerderij                 | ca. 1870-1880         |           | Jonker Emilweg 1 - 11            | 52° 0' 0" NB, 6° 11' 45" OL  | 512157 | Meer afbeeldingen                   |
| Trafohuisje (type A3L)                                                 | Nutsbedrijf               | ca. 1930-1939         |           | Burgemeester Vrijlandweg bij 38  | 52° 0' 18" NB, 6° 12' 2" OL  | 512158 | Trafohuisje (type A3L)              |